# Winduga (województwo łódzkie)
Winduga – osada w Polsce, w województwie łódzkim, w powiecie piotrkowskim, w gminie Sulejów, nad zachodnim brzegiem Pilicy.
Do 2023 miejscowość była przysiółkiem wsi Klementynów.
W latach 1975–1998 przysiółek należał administracyjnie do województwa piotrkowskiego.